# Artabrus erythrocephalus
Artabrus erythrocephalus är en spindelart som först beskrevs av Koch C.L. 1846.  Artabrus erythrocephalus ingår i släktet Artabrus och familjen hoppspindlar. Inga underarter finns listade i Catalogue of Life.